# SCANDAL 5TH IMAGES
『SCANDAL 5TH IMAGES』（スキャンダル・フィフス・イメージズ）は、1990年3月10日に発売されたGLAYのデモテープである。

## 概要
- GLAYの高校時代の卒業式ライブ「ふしだらな最後の子守唄」のチケット購入者限定で販売されたデモテープ。
- 当初は50本製作する予定であったが、ダビングの最中に眠くなってしまい、最終的には20本のみ作られたとTAKUROが書籍で語っていた。
- GLAYのデモテープの中で、一番希少価値が高い。
- TERUのブログ「365の光り」(現在は終了)に、ジャケットの写真付で紹介されたことがある。

## 収録曲
1. REQUIEM
前作「ROCK SHOCK」に収録されていた曲のスタジオ音源。
2. SCANDAL VOICE
3. PLASTIC PARADISE
4. Rhapsody
1989年のデモテープ「Rose Color」に収録されていた曲の再録バージョン。
5. LOST WING